# Wioletta Frankiewicz
Wioletta Frankiewicz (Polonia, 9 de junio de 1977) es una atleta polaca, especialista en la prueba de 3000 m obstáculos en la que llegó a ser medallista de bronce europea en 2010.

## Carrera deportiva
En el Campeonato Europeo de Atletismo de 2006 ganó la medalla de bronce en los 3000 m obstáculos, con un tiempo de 9:31.62 segundos, llegando a meta tras la bielorrusa Alesia Turava (oro) y la rusa Tatyana Petrova (plata).
Cuatro años después, en el Campeonato Europeo de Atletismo de 2010 volvió a ganar la medalla de bronce en la misma prueba, con un tiempo de 9:34.13 segundos, llegando a meta tras la rusa Yuliya Zarudneva y la británica Hatti Dean (plata).